# Belagerung von Mainz (1792)
1792

Porrentruy – Marquain – Quiévrain – Verdun – Thionville – Valmy – Lille – Mainz (1792) – Jemappes
1793

Aldenhoven I – Namur – Neerwinden – Mainz (1793) – Famars – Valenciennes (1793) – Arlon (1793) – Hondschoote – Meribel – Avesnes-le-Sec – Pirmasens – Toulon – Fontenay-le-Comte – Cholet – Lucon – Trouillas – Dünkirchen – Le Quesnoy – Menin I – Wattignies – Weißenburg I – Biesingen – Kaiserslautern I – Weißenburg II
1794

Boulou – Landrecis – Menin II – Mouscron – Martinique – Guadeloupe – Tourcoing – Tournai – Kaiserslautern II – San-Lorenzo de la Muga – 13. Prairial – Fleurus – Kaiserslautern III – Vosges – Aldenhoven II
1795

Cornwallis’ Rückzug – Genua – Groix – Hyeres – Handschuhsheim – Mainz (1795) – Mannheim – Loano
1796

Montenotte – Millesimo – Dego – Mondovì – Lodi – Borghetto – Castiglione – Mantua – Siegburg – Altenkirchen – Wetzlar – Kircheib – Kehl – Kalteiche – Friedberg  – Malsch – Neresheim – Sulzbach – Deining – Amberg – Würzburg – Neufundland – Rovereto – Bassano – Limburg – Biberach I – Emmendingen – Schliengen – Caldiero – Arcole – Irland
1797

Fall von Kehl – Rivoli (1797) – St. Vincent – Diersheim – Santa Cruz – Neuwied – Camperduin
Die Belagerung von Mainz von 1792 war eine kurze Episode während des Ersten Koalitionskrieges. Sieger waren die französischen Truppen unter Custine, der die Stadt nach nur dreitägiger Belagerung im Oktober 1792 einnehmen konnte. Im Anschluss daran erfolgte die Errichtung der Mainzer Republik.

## Hintergründe
Die Französische Revolution von 1789 fand in dem Mainzer Kurfürsten und Erzbischof Friedrich Karl Joseph von Erthal einen entschiedenen Gegner. Ebenso wie der Trierer Kurfürst Clemens Wenzeslaus nahm er eine große Anzahl adeliger Emigranten auf, die Frankreich aus Furcht vor den Auswirkungen der Revolution verlassen hatten. Mainz entwickelte sich dadurch neben Koblenz zu einem der Hauptstützpunkte der Gegenrevolution in Europa.
Nach Ausbruch des Krieges am 20. April 1792 kam es in Mainz am 21. Juli durch eine beschließende Versammlung der Emigranten zur „Déclaration de Mayence“ (Deklaration von Mainz). Hierin wurde festgelegt, dass man sich mit aller Macht gegen die Revolutionäre stellen wolle, falls die Königsfamilie irgendeiner Art von Beeinträchtigungen ausgesetzt würde. In diesem Falle sollte an den Revolutionären ein Exempel statuiert werden. Nach der gescheiterten Flucht des Königs und dessen Verhaftung in Varennes-en-Argonne trat der Kurfürst von Mainz der Koalition gegen Frankreich bei.
Nicht nur scheiterte der Versuch der Invasion Frankreichs durch die Alliierten in der Kanonade bei Valmy, sondern es gelang den Revolutionstruppen einen Gegenangriff zu starten. Indem der Herzog von Braunschweig seine nach dem Rückzug aus Frankreich schwer angeschlagenen Truppen durch das österreichische Korps von General von Erbach aus Speyer verstärkte, schwächte er die ohnehin sehr dünne Verteidigungslinie der Reichsgrenze und erlaubte General Custine von Landau aus einen Vorstoß gegen Speyer, Worms und Mainz. Nach dem Abmarsch von General Erbachs Truppen befand sich nur ein schwaches Sicherungskorps nahe dem kaiserlichen Magazin von Speyer. Es handelte sich um ein österreichisches Bataillon, zwei Bataillone der kurmainzischen Garnison von Mainz und verschiedene kleinere Truppenteile, insgesamt 3200 Mann. Am 29. September stieß Custine mit seiner rund 18.000 Mann umfassenden Armee aus Landau vor und zwang das Korps unter dem Kommando der kurmainzischen Oberst Damian von Winkelmann zur Kapitulation. Mit diesem Erfolg verschaffte sich Custine nicht nur dringenden Nachschub, sondern zugleich die Möglichkeit eines weiteren Vorstoßes auf Mainz selbst.

## Ablauf
In Mainz selbst löste die Niederlage von Speyer eine Panik aus. Ein großer Teil des Adels, der Beamtenschaft und der Geistlichkeit ergriff die Flucht. Der Kurfürst selbst setzte zwei Statthalter ein und begab sich zu seiner Nebenresidenz in Aschaffenburg. Von der verbliebenen Bevölkerung war, bis auf einige kleinere Gruppen, die den Anmarsch der Franzosen begrüßten, die Mehrheit für eine Verteidigung der Stadt, etwa 3000 Bürger meldeten sich zu den Waffen. Abgesehen von ihnen war die restliche Besatzung allerdings sehr schwach. Da die Kurmainzische Armee – ohnehin nicht besonders stark – noch nicht auf den Kriegsstand gesetzt worden war, befanden sich lediglich knapp 1200 Soldaten in der Stadt. Dazu kamen noch kleinere Reichskontingente aus Nassau-Weilburg, Nassau-Usingen, sowie den Hochstiften Worms und Fulda. Insgesamt kamen die Verteidiger damit auf etwa 6000 Mann. Auch von den Geschützen ließen sich nur eine geringe Anzahl einsetzen, weil es an Artilleristen fehlte.

Aber auch Custine befand sich in keiner einfachen Lage. Seine Armee – mit Verfügung des Nationalkonvents als „Armée des Vosges“ (Vogesenarmee) am 1. Oktober 1792 aus der „Armée du Rhin“ ausgegliedert – bestand zu gut einem Drittel aus freiwilligen und unausgebildeten Nationalgardisten, er besaß weder schwere Geschütze, noch einen entsprechenden Belagerungstrain. Zudem ging er davon aus, dass er bei zu langem Verweilen vor Mainz sehr rasch eine preußische oder österreichische Armee auf sich ziehen würde. Durch Informationen aus Mainz ermuntert, marschierte er langsam auf die Festung zu. Am Abend des 18. Oktobers traf die Vorhut der Franzosen mit einem Régiment Chasseurs à cheval (Jäger zu Pferde) vor der Festung ein und es gelang zwei vorgelagerte Schanzen zu nehmen. Colonel Jean-Nicolas Houchard hielt dazu fest: 

„Ab dem 19. Oktober begann die französische Armee damit, sich in Sichtweite von Mainz einzurichten. Unser rechter Flügel stand vor Hechtsheim unser linker Flügel am Rhein. Wir besetzten Bretzenheim, Zahlbach, die oberen Mühlen von Gonsenheim und die Waldspitze bei Mombach. Das Hauptquartier befand sich in Marienborn. Eine unserer Kolonnen marschierte vor Zahlbach im Feuerbereich der Festungsgeschütze und wurde daraufhin von den Kanonen der vorgelagerten Werke beschossen. Einige unserer Männer wurden dabei verwundet. Dadurch erkannten wir sehr schnell, daß sich das Fort Hauptstein und die Hauptwälle nur mit Haubitzen, jedoch nicht mit Feldkanonen bekämpfen ließen. Weiterhin mussten wir erkennen, daß die Artilleriebestückung auf den Wällen von Mainz sehr umfangreich war. Es war für uns unmöglich mit unseren Sechspfündern hier etwas auszurichten. Der Pionierkommandant Clémencey schlug vor, glühende Kanonenkugeln zu verwenden, aber Custine lachte und meinte, daß er die Stadt auch sicher habe, ohne sich als Brandstifter zu betätigen.“

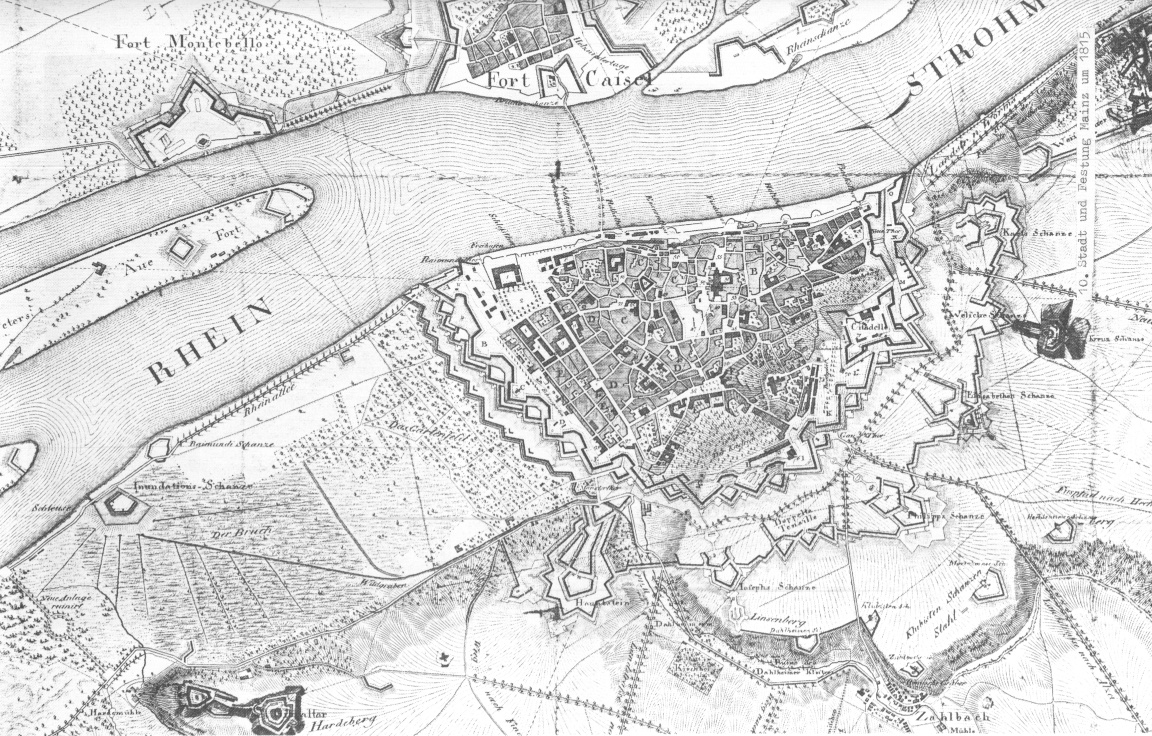
Die Festung Mainz um 1815. Das Vorwerk Hauptstein befindet sich links von der Mitte vor dem Hauptwall.

Da ein Sturm oder eine längere Belagerung undenkbar war, griff Custine zu einer List. Da er in Worms einen großen Vorrat an Zelten erbeutet hatte, vergrößerte er das französische Feldlager und begann mit einer ganzen Reihe von Täuschungsmanövern um die Verteidiger über seine Zahl und Absichten im Unklaren zu lassen. Die Verteidiger wiederum fielen auf die französische Täuschung herein. Zwar war es ihnen gelungen zumindest eine der vorgelagerten Schanzen zurückzuerobern und mit sporadischem Feuer ihrer Festungsartillerie die Belagerer auf Distanz zu halten, dennoch ergriffen den Gouverneur Generalleutnant von Gymnich große Sorge und Mutlosigkeit. Schon während des Siebenjährigen Krieges hatten österreichische und kurmainzische Ingenieuroffiziere einen Mindestbedarf von 8000 Verteidigern für erforderlich gehalten. Diese Anzahl stand Gymnich bei weitem nicht zur Verfügung, insbesondere da es sich bei der Mehrzahl um bewaffnete Bürger, ungeschulte Rekruten und Invaliden handelte. Unter diesen Umständen hielten sowohl von Gymnich, als auch sein Kriegsrat eine erfolgreiche Verteidigung der Festung für ausgeschlossen. Am 20. Oktober stellte General Custine den Verteidigern ein Ultimatum, in dem er mit einem Sturmangriff drohte. Das Festungskommando ließ sich davon einschüchtern. Von den sieben Mainzer Generälen, die über das Schicksal einer der wichtigsten Reichsfestungen entschieden, hatte nur der Generalleutnant Franz Ludwig von Hatzfeld eine gewisse Kampferfahrung – nur er hatte bislang mehr als eine Kompanie im Kampf befehligt. Dieser erschien als Kommandeur des Abschnittes der Karlsschanze jedoch völlig desillusioniert im Kriegsrat und erklärte: vor allem sein Abschnitt wäre im Falle eines veritablen Angriffs kaum zu halten. Obwohl die Franzosen bislang keine nennenswerten Erfolge erzielt hatten und die kurfürstlichen Statthalter Albini und Fechenbach zu einer Fortführung der Kampfhandlungen rieten, entschieden sich die Generäle zur Kapitulation. Am 21. Oktober ergab sich die Festung den Franzosen.

## Nachspiel
Mit diesem Tage änderten sich die Beziehungen zwischen Frankreich und dem Deutschen Reich. In die Festung Mainz wurde eine Garnison von 20.000 Mann gelegt, womit sie die verbliebene Einwohnerschaft übertraf. Die Besatzer versuchten die Einwohner von den Vorteilen der Revolution zu überzeugen, die an sich nicht grundsätzlich dagegen waren. Dem entgegen standen die, durch die Besatzung ausgelöste Lebensmittelknappheit und die dadurch verursachten Beschwernisse der Bevölkerung. Andererseits unternahm der Général Custine, der jetzt im kurfürstlichen Palais residierte, alles um die Universität und die Liegenschaften des Erzbistums zu schützen. Viele Bürger sahen daher die Franzosen nicht als Eindringlinge, sondern eher als Befreier an.
Die Eroberung von Mainz bedeutete für Custine eine unerwartete Wendung seines Vorstoßes. Mit einem Mal besaß er eine feste Basis innerhalb des Reiches – und noch dazu in Gestalt der größten und strategisch wichtigsten Festung der Westgrenze. Selbst seine mit Nationalgardisten notdürftig verstärkte Armee war damit in der Lage, preußische und österreichische Armeen vorerst auf Distanz zu halten. Mehr noch, die bald darauf installierte Mainzer Republik gab seinem Vorgehen sogar noch den Anschein der Rechtmäßigkeit.
Für die Alliierten bedeutete der Verlust von Mainz das Ende aller Offensivpläne gegen Frankreich selbst. Erst mit der Wiedereroberung von Mainz war daran zu denken und eine solche Wiedereroberung würde überaus zeitaufwendig werden.
Für Kurmainz und das Reich läutete der Verlust der Festung Mainz nicht nur eine Phase des Niedergangs, sondern zudem das Ende des heiligen Römischen Reiches und der geistlichen Territorien auf deutschem Boden ein.
Johann Aloys Becker, ein Mainzer Bürger und späterer Funktionär der Mainzer Republik, schrieb an einen Freund:

„Endlich kann unser Volk die Ketten abschütteln und die Menschenrechte für sich beanspruchen. Bald sind wir frei. Bereits einige Tage vor der Belagerung unserer Stadt durch die Franzosen empfand ich eine große Freude. Die Freiheit und die Gleichheit haben jetzt auch Mainz erreicht! Die Franzosen gehen unseren Despoten jetzt an die Gurgel, als erstes unserem Kurfürsten, der es vorgezogen hat, die Stadt bereits vor einigen Tagen zu verlassen.
Ich gestehe, dass ich großes Vergnügen mit Blick auf die riesengroße Verzweiflung hatte, die unsere adeligen Herren ergriff. Sie gerieten durch das Näherkommen der Franzosen in Panik, nahmen mit was sie konnten und verließen die Stadt.“

## Beteiligte Personen
- Clemens August von und zu Gymnich, General und Gouverneur der Festung Mainz
- Rudolf Eickemeyer, Oberstleutnant und Führer des Mainzer Ingenieurkorps
- Franz Ludwig von Hatzfeldt, Generalleutnant  und Inhaber eines kurmainzischen Infanterieregiments
- Johann Friedrich von und zum Stein, preußischer Gesandter
- Freiherr Franz Joseph von Albini, kurfürstlicher Hofkanzler
- Adam-Philippe de Custine, Général de division und französischer Armeekommandeur
- Jean-Nicolas Houchard, Colonel und Kommandant der französischen Vorhut und eines Regiments Jäger zu Pferde
- Lieutenant Jacques Darnaud